# بلک‌لیک (کالیفرنیا)
بلک‌لیک (به انگلیسی: Blacklake) یک منطقهٔ مسکونی در ایالات متحده آمریکا است که در شهرستان سن لوییز اوبیسپو، کالیفرنیا واقع شده‌است. بلک‌لیک ۲٫۷۱ کیلومتر مربع مساحت و ۳٬۸۷۹ نفر جمعیت دارد و ۱۰۳٫۹۴ متر بالاتر از سطح دریا واقع شده‌است.